# Episodi di Happy Days (settima stagione)
La settima stagione della serie televisiva Happy Days è stata trasmessa negli Stati Uniti dall'11 settembre 1979. In Italia questa stagione è trasmessa in prima visione su Rai 1.
| nº | Titolo originale                  | Titolo italiano           | Prima TV USA      | Prima TV Italia  |
| -- | --------------------------------- | ------------------------- | ----------------- | ---------------- |
| 1  | Shotgun Wedding (Part 1)          | Matrimonio per forza      | 11 settembre 1979 | -                |
| 2  | Chachi Sells His Soul             | Chachi vende l'anima      | 18 settembre 1979 | -                |
| 3  | Fonzie Meets Kat                  | Una promessa da mantenere | 25 settembre 1979 | -                |
| 4  | Marion Goes to Jail               | Una questione d'orgoglio  | 2 ottobre 1979    | -                |
| 5  | Richie's Job                      | Il lavoro nobilita...     | 9 ottobre 1979    | 10 dicembre 1981 |
| 6  | Richie Falls in Love              | Amore in tamarindo        | 23 ottobre 1979   | -                |
| 7  | Fonzie's a Thespian               | Stasera si recita         | 30 ottobre 1979   | -                |
| 8  | Burlesque                         | Gran varietà              | 6 novembre 1979   | -                |
| 9  | Joanie Busts Out                  | Una nuova Joanie          | 13 novembre 1979  | -                |
| 10 | King Richard's Big Knight         | Re per una notte          | 20 novembre 1979  | -                |
| 11 | Fonzie vs. the She-Devils         | Le avversarie di Fonzie   | 27 novembre 1979  | -                |
| 12 | The Mechanic                      | Il nuovo meccanico        | 4 dicembre 1979   | -                |
| 13 | They're Closing Inspiration Point | Il parco è in pericolo    | 11 dicembre 1979  | -                |
| 14 | Here Comes the Bride Again        | Ancora una volta sposi    | 18 dicembre 1979  | -                |
| 15 | Ah, Wilderness                    | Vacanze al campeggio      | 8 gennaio 1980    | -                |
| 16 | Joanie's Dilemma                  | Una decisione difficile   | 15 gennaio 1980   | 11 dicembre 1981 |
| 17 | Hot Stuff                         | Il gran falò              | 22 gennaio 1980   | -                |
| 18 | The New Arnold's                  | Il nuovo Arnold           | 29 gennaio 1980   | -                |
| 19 | The Hucksters                     | Lo short pubblicitario    | 5 febbraio 1980   | -                |
| 20 | Allison                           | Quando l'amore è muto     | 12 febbraio 1980  | -                |
| 21 | Fools Rush in                     | L'amore a tutte l'età     | 26 febbraio 1980  | -                |
| 22 | Father and Son                    | Padre e figlio            | 4 marzo 1980      | -                |
| 23 | A Potsie Is Born                  | La corsa al successo      | 11 marzo 1980     | -                |
| 24 | The Roaring Twenties              | Un salto negli anni venti | 25 marzo 1980     | -                |
| 25 | Ralph's Family Problem            | Tra moglie e marito       | 6 maggio 1980     | -                |